# Diezeas Calbert
Diezeas Calbert (...) è un ex giocatore di football americano statunitense, che ha giocato come cornerback.
Dopo aver giocato per la squadra universitaria statunitense dei Northwest Missouri State Bearcats passa a giocare agli Omaha Beef.

## Palmarès
- 2 Mondiali (2007, 2011)